# Cavallu Mortu

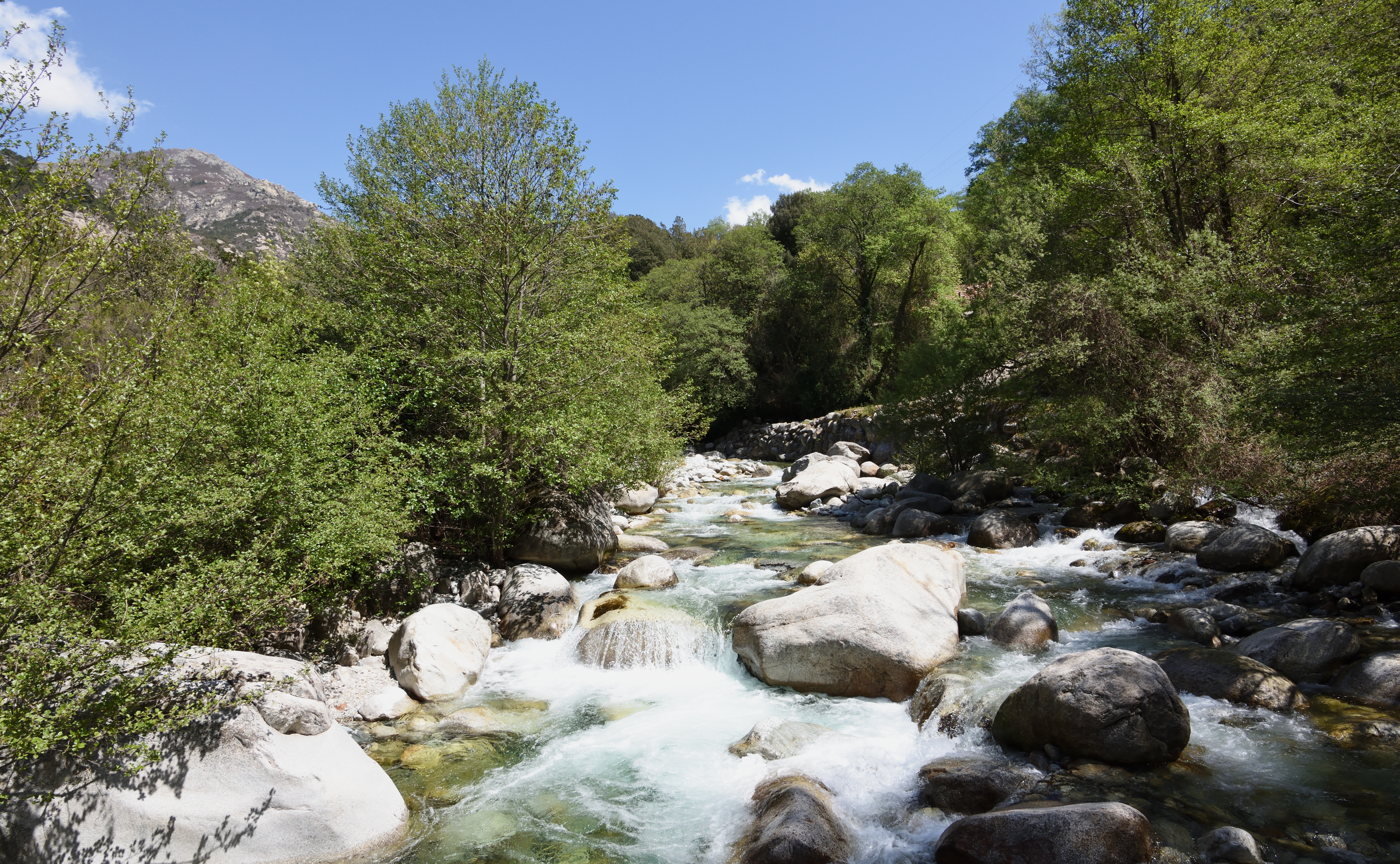
la Gravona cours d'eau dans lequel se jette le cavallu mortu

Le Cavallu Mortu est une rivière française du département Corse-du-Sud de la région Corse et un affluent droit de la Gravona, donc un sous-affluent du Prunelli.

## Géographie
D'une longueur de 11 kilomètres, le Cavallu Mortu prend sa source sur la commune d'Appietto à l'altitude 470 mètres.
Il coule globalement du nord vers le sud-est.
Il conflue sur la commune d'Ajaccio, à l'altitude 4 mètres.
Les cours d'eau voisins sont la Gravona et le Prunelli au sud et au nord le ruisseau de Lava et le Liscia.

### Communes et cantons traversés
Dans le seul département de la Corse-du-Sud, le Cavallu Mortu traverse cinq communes et trois cantons :
- dans le sens amont vers aval : (source) Appietto, Alata, Afa, Sarrola-Carcopino, Ajaccio, (confluence).

Soit en termes de cantons, le Cavallu Mortu prend source dans le canton d'Ajaccio-7, traverse le canton de Celavo-Mezzana, conflue dans le canton d'Ajaccio-1, le tout dans l'arrondissement d'Ajaccio.

### Bassin versant
La superficie du bassin versant « La Gravona du ruisseau des Moulins au Prunelli » est de 318 km2. 

### Organisme gestionnaire
L'organisme gestionnaire est le Comité de bassin de Corse, depuis la loi corse du 22 janvier 2002.

## Affluents
Le Cavallu Mortu a six affluents référencés :
- le ruisseau de Rosa (rg[note 1]) 1,5 km, sur la seule commune de Appietto.
- le ruisseau de Pichio (rd) 2,4 km, sur les deux communes de Alata et Appietto.
- le ruisseau de Piscia Rossa (rg) 3,4 km, sur les deux communes de Appietto et Afa avec un affluent :
  - le ruisseau de Felicaja (rg) 1,4 km, sur les deux communes de Appietto et Afa avec un affluent :
    - le ruisseau de Calancone (rd) 1,6 km, sur les deux communes de Appietto et Afa.
- le ruisseau de Calzeta (rg) 1,1 km, sur les trois communes de Afa, Appietto et Alata.
- le ruisseau de Stagnolu (rg) 3,9 km, sur les deux communes de Afa et Alata avec un affluent :
  - le ruisseau d'Afa (rd) 1,2 km, sur la seule commune d'Afa.
- le ruisseau de Verdana (rd) 4,5 km, sur les communes de Alata, Afa et Ajaccio.

### Rang de Strahler
Donc son rang de Strahler est de quatre.

## Hydrologie
Le bassin versant du Stagnolu est de 2,8 km2 pour un module de 0,256 m3/s mais avec des maxima connus importants : débit instantané maximal de 4,8 m3/s le 26 janvier 1985 et une hauteur maximale instantanée de 94 cm.